# Piper PA-23
Piper PA-23 (Piper PA-23 Apache, позже — Piper PA-23 Aztec) - американский лёгкий двухмоторный самолёт общего назначения. Разработан и производился компанией Piper Aircraft в 1952—1981 гг. Произведено 6976 самолётов в шестнадцати модификациях.

## Разработка, конструкция, производство
Piper PA-23 был первым двухмоторным самолётом компании Piper Aircraft. За основу машины был взят прототип самолёта "Twin Stinson", разработанный компанией Stinson Division (подразделением Consolidated Vultee Aircraft Corporation). Прототип PA-23 был выполнен по схеме двухмоторного цельнометаллического низкоплана с четырёхместной кабиной. На самолёт устанавливались двигатели Lycoming O-290-D мощностью 125 л.с. Прототип показал неудовлетворительные результаты на лётных испытаниях. В ходе доработки на самолёт установили новые, более мощные двигатели Lycoming O-320-A (150 л.с.), была переработана конструкция фюзеляжа и хвостового оперения.
Этот вариант, названный Apache, был принят к серийному производству в 1954 году и производился до 1958 года; построено 1231 самолёта. В 1958 г. началось производство новой версии- Apache 160 с более мощными двигателями, выпуск составил 816 машин. Следующим вариантом стал Apache 235 с двигателями мощностью 235 л.с. и изменённой конфигурацией хвостового оперения (119 самолётов).
В 1958 г. начат выпуск модификации PA-23-250 Aztec. Кроме новых двигателей Lycoming O-540 мощностью 250 л.с., самолёт оснащался расширенной пятиместной кабиной (с 1959 г.). В 1961 выпущена модель с удлинённой носовой частью (Aztec B). Поздние производственные версии серии Aztec были шестиместными, оснащались инжекторными двигателями, некоторые из них - с турбонаддувом. Производство самолётов продолжалось до 1981 года.

## Применение
Самолёт использовался в первую очередь в гражданской авиации. Однако военные ведомства нескольких стран также закупили машины для использования их в качестве учебных, связных и вспомогательных. В частности, самолёты использовались в военных ведомствах Аргентины, Боливии, Венесуэлы, Камеруна, Коста-Рики, Гондураса, Парагвая, Мадагаскара, Мексики, Испании, США.
25 января 1981 года пара истребителей D.450 «Ураган» ВВС Сальвадора сбила лёгкий двухмоторный самолёт Piper Aztec, который сбрасывал оружие партизанам ФНОФМ.

## Лётно-технические характеристики (вариант PA-23-250F, без турбонагнетателя)

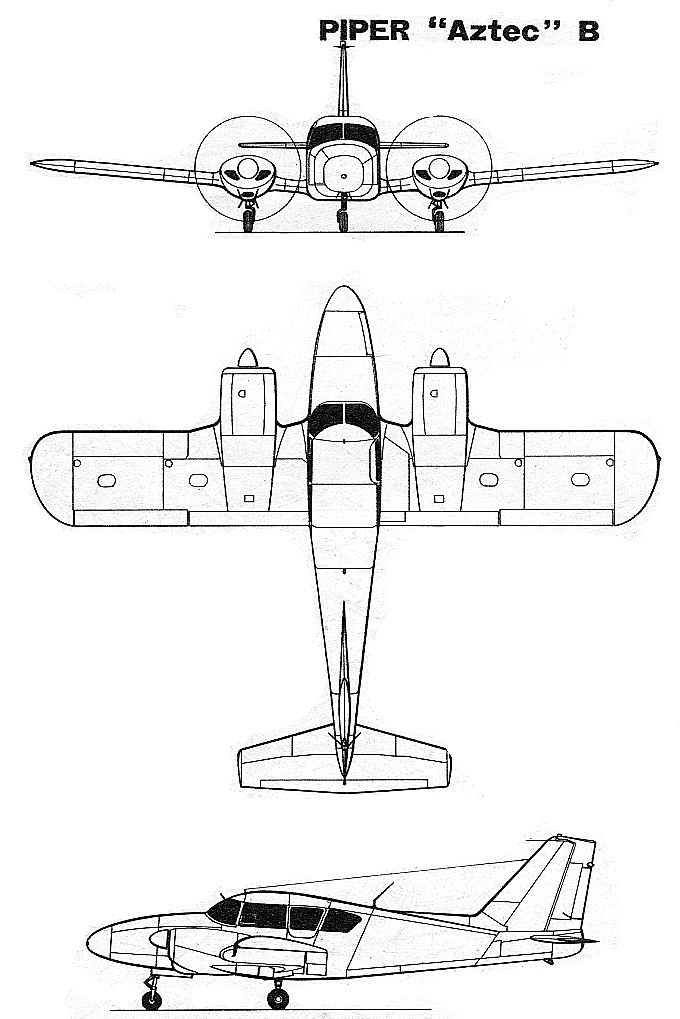
Piper Apache Pa-23B

Источник данных: Jane's All The World's Aircraft 1976–77

Технические характеристики
- Экипаж: 1
- Пассажировместимость: 5
- Длина: 9,52 м
- Размах крыла: 11,34 м
- Высота: 3,15 м
- Площадь крыла: 19,28 м²
- Профиль крыла: USA 35-B
- Масса пустого: 1 442 кг
- Максимальная взлётная масса: 2 360 кг
- Масса топлива во внутренних баках: 530 л.; опциональный дополнительный бак на 150 л.
- Силовая установка: 2 × воздушного охлаждения, оппозитный 6-цилиндровый Lycoming IO-540-C4B5
- Мощность двигателей: 2 × 250 л.с. (2 × 190 кВт)
- Воздушный винт: Hartzell HC-E2YK-2RB, 2-х лопастные изменяемого шага

Лётные характеристики
- Максимальная скорость: 346 км/ч
- Крейсерская скорость: 278 км/ч (на высоте 3110 м)
- Скорость сваливания: 109 км/ч с выпущенными закрылками
- Практическая дальность: 2 445 км
- Практический потолок: 5 775 м
- Скороподъёмность: 7,1 м/с
- Длина разбега: 517 м (до 15 м высоты)
- Длина пробега: 517 м (с 15 м)

## Эксплуатанты

### Военные
Ангола
 Аргентина
 Боливия
 Бразилия
 Венесуэла
 Гватемала
- ВВС Гватемалы[3]

 Гондурас
- ВВС Гондураса[4]

 Гаити
- ВВС Гаити[5]

 Испания
- ВВС Испании: Escuadrón 912, Escuadrilla de Enlace 905

 Камерун
 Колумбия
 Коста-Рика
- Вооружённые силы Коста-Рики[6]

 Куба
- Fuezas Aéreas Ejército de Cuba[7]

 Мадагаскар
 Мексика
 Никарагуа
- ВВС Никарагуа[8]

 Папуа — Новая Гвинея
- авиационные подразделения Сил обороны Папуа — Новой Гвинеи (бывший оператор)

 Парагвай
- ВВС Парагвая: Grupo Aéreo de Transporte Especial (GATE)

 Сальвадор
 США
- авиация ВМС США

 Уганда
 Уругвай
- ВВС Уругвая